# Alexandru Popişteanu
Alexandru Popişteanu (Bucarest, 3 gennaio 1904 – Marienthal, 21 agosto 1941) è stato un militare e aviatore rumeno,primo comandante del Grupul 7 Vânătoare della Forțele Aeriene Regale ale României durante la seconda guerra mondiale compì 33 missioni belliche, venendo decorato con l'Ordine di Michele il Coraggioso di terza classe.

## Biografia
Nacque a Bucarest il 3 gennaio 1904. Si laureò alla Scuola di ingegneria militare il 1 luglio 1922, uscendone con il grado di sottotenente, ed appassionatosi al mondo dell'aviazione fu inviato ad addestrarsi in alcuni paesi come Francia, Italia e Inghilterra, dove superò gli esami per ottenere il brevetto di pilota nell'ottobre 1927. Nel 1931, all'età di 27 anni, fu confermato ufficiale della Forțele Aeriene Regale ale României e nel 1932 fu promosso al grado di capitano pilota. Nel periodo tra le due guerre mondiali distinse come pilota partecipando con successo a numerosi raid aerei internazionali. Nel 1931 insieme a Gheorghe Iacobescu partecipò alla competizione per la Coppa Bucarest-Roma, una distanza percorsa senza soste in cinque ore. Nel 1935 partecipò al raid aereo Bucarest-Tel Aviv, e sulla base degli studi preparati in questa occasione venne aperto un servizio di trasporto aereo passeggeri e merci.
Nel novembre 1939, con il grado di tenente comandante, fece parte degli equipaggi che portarono in Romania, dall'Inghilterra, 12 bombardieri Bristol Blenheim ordinati per equipaggiare le unità della FARR.
Fu il primo comandante del Grupul 7 Vânătoare, Flotila 1 Vânătoare, equipaggiato con 36 caccia Messerschmitt Bf 109F, guidandolo nelle fasi iniziali dell'Operazione Barbarossa che vedeva le forze rumene impegnate nella riconquista della Bessarabia. Il 22 giugno 1941, u volò alla testa del suo gruppo nella prima missione di combattimento, accompagnando una formazione del Grupul 5 Bombardament, il cui obiettivo era quello di distruggere l'aeroporto di Tiraspol e l'area della stazione ferroviaria di Chisinau. La missione fu portata a termine con successo. La seconda missione ebbe luogo il 25 giugno 1941 quando il suo gruppo di caccia assicurò la protezione di una formazione di bombardieri incaricati di distruggere il crocevia strategico di Basarabeasca, a nord di Cahul. Durante questa missione i caccia rumeni impegnarono combattimento con 40 Polikarpov I-16 Rata, abbattendone quattro contro la perdita di un caccia e di un bombardiere. Nella seconda metà di agosto 1941 il Grupul 7 Vânătoare aveva sede presso l'aeroporto di Tiraspol.
Il 4 agosto 1941 formò un equipaggio di volo e partì con un aereo Focke-Wulf per cercare di salvare l'aiutante di campo Ovidiu Clopoțel, costretto ad atterrare in emergenza, in seguito a una battaglia aerea, con il Bf 109F n. 14 su un campo a est di Grigoriopol. Per questo atto di coraggio, il tenente comandanti Alexandru Popișteanu e Gheorghe Nagaevschi furono in seguito decorati con la Croce d'oro con spada dell'Ordine alla virtù aeronautica mentre il sergente mitragliere Ioan Păun e il caporale mitragliere Dumitru Rădulescu, che facevano parte dell'equipaggio, furono decorati con la Medaglia aeronautica con spada di 3ª classe.
Il 21 agosto 1941 comandò un gruppo di 10 aerei da caccia che attaccarono una formazione aerea sovietica numericamente superiore. Nella seguente battaglia aerea furono abbattuti sei velivoli nemici, ma il suo aereo fu colpito e precipitò al suolo a sud di Marienthal, in Ucraina. Il tenente comandante Alexandru  Popişteanu morì sul colpo.
Durante la visita al fronte del 23 agosto 1941 re Michele I viaggiò, insieme al conducător Ion Antonescu, da Tiraspol a Tighina per salutare le spoglie mortali dell'aviatore. I due si inchinarono davanti al catafalco deposto nella cattedrale di Tighina e presero parte a una breve cerimonia funebre officiata dall'arciprete, circondato da un consiglio di sacerdoti, in suffragio dell'anima dell'aviatore. Dopo il servizio funebre, il re si avvicinò al catafalco e pose sul petto le medaglie dell'Ordine di Michele il Coraggioso di terza classe e della Croce d'oro con spade dell'Ordine alla virtù aeronautica.  Promosso postumo al rango di căpitan comandor, il suo corpo fu trasportato in Patria e sepolto con gli onori militari nel cimitero militare di Ghencea. 
Sulla lapide c'è l'iscrizione: Il comandante è il primo ad avere il diritto di morire! Sai cosa significa morire per la Patria? Come puoi comandare gli altri, se tu stesso non sei un esempio?.

### Annotazioni
1. ↑  L'addestramento dei piloti rumeni all'utilizzo del nuovo velivolo fu curato dalla 3./JG 52 (Jagdgeschwader 52) allora al comando di Gotthard Handrick.

### Fonti
1. 1 2 3  Heroes.
2. 1 2 3 4 5 6 7 8 9 10  Presaliberaonline.
3. 1 2 3  Relazione sulla visita al fronte di Sua Maestà il Re dal 23 al 25 agosto 1941, nel Monitorul Oficial, anno CIX, n. 213 del 9 settembre 1941, parte I-a, p. 5.284.
4. ↑  Regio decreto n. 40 del 7 gennaio 1942 per il conferimento dell'Ordine Militare Mihai Viteazul cl. III, nel Monitorul Oficial, anno CX, n. 12 del 15 gennaio 1942, parte I, p. 214.
5. ↑  Regio decreto n. 2.632 del 19 settembre 1941 per il conferimento di decorazioni e ordini di guerra, nel Monitorul Oficial, anno CIX, n. 230 del 29 settembre 1941, parte Ia, p. 5.768-5.769.